# Beesby with Saleby
Beesby with Saleby est une paroisse civile du Lincolnshire, en Angleterre.